# هودیییتسه
هودیییتسه (به چکی: Hodějice) یک منطقهٔ مسکونی در جمهوری چک است که در ناحیه ویشکوو واقع شده‌است. هودیییتسه ۸٫۵۷ کیلومتر مربع مساحت و ۹۳۱ نفر جمعیت دارد و ۲۲۳ متر بالاتر از سطح دریا واقع شده‌است.